# Тарновский, Мишель де
Мишель де Тарновский (Михаил Васильевич Тарновский, фр. Michel de Tarnowsky, пол. Michał Tarnowski; 20 апреля 1870, Ницца — май 1946, Ницца) — французский скульптор польского-российского происхождения.

## Биография
Мишель Тарновский (Михаил Васильевич Тарновский) родился 20 апреля 1870 года в Ницце в семье врача польского-российского происхождения Василия Тарновского, который около 1845 года эмигрировал сначала из России в Германию, а затем из Германии во Францию. Василий Тарновский поселился в Ницце, где в 1869 году женился на молодой американской художнице Джулиане Оукли (Juliana Oakley). Мишель стал старшим из пятерых родившихся детей. Семья Тарновских проводила лето в фамильном имении Дюранди в коммуне Гийом, и впоследствии, после 1912 года, Мишель Тарновский создал бюст Жозефа Дюранди, помещённый перед мемориальной доской дома семьи Дюранди в Гийоме.
После смерти Василия Тарновского в 1886 году Мишель Тарновский решил идти по стопам отца в медицину (такой путь выбрал в дальнейшем и его брат Жорж), но, заболев брюшным тифом, прекратил учёбу. После этого он поступил в Национальную школу декоративно-прикладного искусства на вилле Арсон в Ницце, где окончательно решил заняться скульптурой. Его мать-художница пыталась отговаривать сына от такого выбора, но, получив от него в подарок одно из его скульптурных произведений, смирилась.
Мишель Тарновский учился также в Париже, где его учителями были Жюль Далу и Александр Фальгьер. В 1894—1902 годах Тарновский выставлялся в Салоне французских художников (где в 1899 году получил Золотую медаль) и на Всемирной выставке (был отмечен в 1895 и 1900 годах).
В 1902—1910 годах Мишель Тарновский был профессором скульптуры в Институте изящных искусств Нью-Йоркского университета. В 1903 году Тарновский выставил в Мэдисон-сквер-гарден несколько бюстов частных лиц, сделанных в этот период. В 1910 году вернулся во Францию. В числе прочего он выполнил скульптуры на фронтоне префектуры Приморских Альп в Ницце, а в 1912 году подписал контракт на украшение фасада отеля «Негреско» в Ницце.
Во время Первой мировой войны Тарновский был военным переводчиком в Британской армии во Франции и был награждён британским Военным крестом и французским Орденом Почётного легиона. В конце войны сделал несколько скульптур для памятников павшим из коммун Ниццы (Симье), Муарана, Канн и Сент-Мену.
В 1939 году Мишель Тарновский ослеп и прекратил всякую деятельность в качестве скульптора. Умер в мае 1946 года. В память о Тарновском названа одна из улиц Ниццы — Rue Michel de Tarnowski.

## Галерея
- Произведения Мишеля де Тарновского
- Памятник павшим в Симье
- Памятник павшим в Сент-Мену
- «Два друга», Музей изящных искусств Ниццы
- «Сюрприз», Музей изящных искусств Ниццы
- «Мария Башкирцева», Музей изящных искусств Ниццы